# Melanaphis sacchari
Melanaphis sacchari är en insektsart. Melanaphis sacchari ingår i släktet Melanaphis och familjen långrörsbladlöss.

## Underarter
Arten delas in i följande underarter:
- M. s. indosacchari
- M. s. dassi
- M. s. sacchari

## Bildgalleri

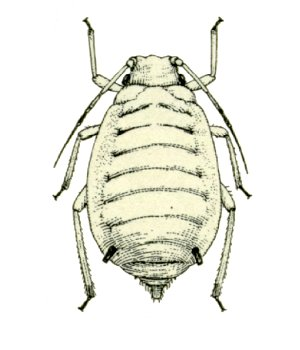